# Nuts (film)
Nuts is een Amerikaanse film van Martin Ritt die werd uitgebracht in 1987.
Het scenario is gebaseerd op het gelijknamige toneelstuk (1979) van Tom Topor.

## Verhaal
Claudia Draper, een exclusieve callgirl met een ongeremde manier van doen, wordt beschuldigd van moord op een van haar klanten. Haar moeder en haar stiefvader, die behoren tot de hogere middenklasse, doen er alles aan om haar ontoerekeningsvatbaar te doen verklaren uit vrees voor een schandaal. Tijdens de voorbereidende hoorzitting bepleit de door haar ouders ingehuurde advocaat internering. Daarop wordt hij fysiek aangevallen door Claudia.
Hij laat het dossier voor wat het is en hij wordt vervangen door een Pro Deoadvocaat, Aaron Levinsky. Aanvankelijk schiet Claudia niet op met hem, hij moet haar beledigingen en gescheld voor lief nemen. Geleidelijk slaagt Aaron er echter in haar vertrouwen te winnen. Samen zullen ze haar recht verdedigen om als verdachte voor de rechtbank te verschijnen. 

## Rolverdeling
| Acteur            | Personage               |
| ----------------- | ----------------------- |
| Barbra Streisand  | Claudia Draper          |
| Richard Dreyfuss  | Aaron Levinsky          |
| Maureen Stapleton | Rose Kirk               |
| Karl Malden       | Arthur Kirk             |
| Eli Wallach       | dokter Herbert Morrison |
| Robert Webber     | Francis MacMillan       |
| James Whitmore    | rechter Stanley Murdoch |
| Leslie Nielsen    | Allen Green             |
| William Prince    | Clarence Middleton      |
| Dakin Matthews    | rechter Lawrence Box    |